# Хоанг Суан Тхань Кхьет
Хоанг Суан Тхань Кхьет (вьет. Hoàng Xuân Thanh Khiết, род. 1985) — вьетнамская шахматистка, международный мастер среди женщин (2005).

## Шахматная карьера
Чемпионка Вьетнама 2004 г. Серебряный призёр чемпионата Вьетнама 2003 г.
В составе сборной Вьетнама участница шахматной олимпиады 2004 г.
Бронзовый призёр зонального турнира 2005 г.
Участница женского чемпионата мира 2006 г. (проиграла в 1-м круге будущей победительнице соревнования Сюй Юйхуа).
После 2006 г. не участвует в соревнованиях высокого уровня.

## Основные спортивные результаты
| Год  | Город        | Соревнование                                            | + | − | = | Результат | Место  |
| ---- | ------------ | ------------------------------------------------------- | - | - | - | --------- | ------ |
| 2001 | Кантхо       | Чемпионат Вьетнама                                      |   |   |   |           | [ 5 ]  |
| 2002 | Вунгтау      | Чемпионат Вьетнама                                      |   |   |   |           | [ 6 ]  |
| 2003 | Донгтхап     | Чемпионат Вьетнама                                      |   |   |   |           | 2      |
| 2004 | Далат        | Чемпионат Вьетнама                                      |   |   |   |           | 1      |
|      | Кальвия      | XXI Олимпиада (сборная Вьетнама, запасная)              | 4 | 5 | 0 | 4 из 9    |        |
| 2005 | Хюэ          | Чемпионат Вьетнама                                      |   |   |   |           | [ 5 ]  |
|      |              | Зональный турнир 3.2                                    |   |   |   |           | 3      |
| 2006 | Екатеринбург | Чемпионат мира по шахматам (1-й круг, против Сюй Юйхуа) | 0 | 1 | 1 | ½ : 1½    | выбыла |

## Изменения рейтинга
| Графики недоступны из-за технических проблем. См. информацию на Фабрикаторе и на mediawiki.org. |